# Jesus, Jesus! O, det ordet
Jesus, Jesus! O, det ordet är en psalm med text skriven 1884 av Carl Boberg och musik skriven 1884 av Amanda Sandborg Waesterberg.

## Publicerad i
- Segertoner 1988 som nr 360 under rubriken "Fader, son och ande - Jesus, vår Herre och broder".[1]